# 늑도동
늑도동(勒島洞)은 사천시의 법정동이다. 사천시 삼천포 지역과 남해군 창선도 사이에 있으며, 늑도와 초양도를 비롯한 몇개의 부속도서를 관할한다. 행정동 상으로는 동서동에 속한다. 창선·삼천포대교에 의해 사천(삼천포) 시가지 및 창선도와 연결된다.

## 연혁
- 1956년 7월 8일 : 삼천포시 늑도동
- 1995년 5월 1일 : 행정동 늑도동 폐지(동서동에 통합), 늑도출장소 설치[1][2][3]
- 2003년 12월 31일 늑도출장소 폐지[4]